# Loge antébrachiale antérieure
La loge antébrachiale antérieure est la loge ostéo-aponévrotique située à l'avant de l'avant-bras.

## Limites
La loge antébrachiale postérieure est limitée à l'arrière par les faces antérieures du radius, de l'ulna et de la membrane interosseuse de l'avant-bras.
En avant et latéralement, elle est fermée par le fascia antébrachial qui complète la fermeture postérieure en envoyant en profondeur deux septums.
Le premier médial s'attache sur le bord postérieur de l'ulna, le deuxième latéral s'attache sur le bord postérieur du radius.
Les deux septums, le radius, l'ulna et la membrane interosseuse constitue la séparation entre la loge antébrachiale antérieure et la loge antébrachiale postérieure.

## Contenu
La loge antébrachiale antérieure contient huit muscles. Ils se répartissent entre la partie profonde et la partie superficielle de la loge.
Ils se répartissent en muscles intrinsèques qui agissent sur l'avant-bras et muscles extrinsèques qui agissent en dehors de l'avant-bras: sur la main et les doigts.
| Muscle                                    | Niveau      |             | Innervation                                                   |
| Muscle fléchisseur radial du carpe        | superficiel | extrinsèque | nerf médian                                                   |
| Muscle long palmaire                      | superficiel | extrinsèque | nerf médian                                                   |
| Muscle fléchisseur ulnaire du carpe       | superficiel | extrinsèque | nerf ulnaire                                                  |
| Muscle rond pronateur                     | superficiel | intrinsèque | nerf médian                                                   |
| Muscle fléchisseur superficiel des doigts | superficiel | extrinsèque | nerf médian                                                   |
| Muscle fléchisseur profond des doigts     | Profond     | extrinsèque | nerf ulnaire + nerf médian (comme nerf interosseux antérieur) |
| Muscle long fléchisseur du pouce          | Profond     | extrinsèque | nerf médian(comme nerf interosseux antérieur)                 |
| Muscle carré pronateur                    | Profond     | intrinsèque | nerf médian(comme nerf interosseux antérieur)                 |

Le nerf ulnaire et l'artère ulnaire sont contenus dans cette loge.